# American Juniors
American Juniors es un programa de televisión de telerrealidad de concursantes cantantes estadounidense, que se transmitió del 3 de junio al 19 de agosto de 2003 en Fox, teniendo solamente una temporada. La serie fue un spin-off de American Idol, pero con concursantes de entre 6 y 14 años. El programa tuvo el mismo equipo de producción que American Idol: fue creado por Simon Fuller y 19 Entertainment junto con FremantleMedia, dirigido por Bruce Gowers y producido por Nigel Lythgoe y Ken Warwick.
A diferencia de American Idol, el objetivo de la competencia no era encontrar un solo ganador, sino crear un grupo musical de cinco miembros, parecido a lo que se realizó en el programa "S Club Search" para elegir a los miembros de S Club Juniors en 2001.
El programa generó el grupo American Juniors, formado por Taylor Thompson, Tori Thompson, Chauncey Matthews, Lucy Hale y Danielle White. El grupo se disolvió en 2005, después de que su álbum de estudio homónimo tuviese bajas ventas.
El programa fue filmado en Los Ángeles, California.

## Episodios

### Audiciones y Semana de Hollywood (3 y 10 de junio)
Dos mil niños audicionaron para el espectáculo, los cuales volaron junto con sus padres a Hollywood para participar en la "Semana de Hollywood", durante la cual se eligieron a los 20 concursantes que pasarían a la semifinal en vivo.

### Parte 1 de la semifinal: Elección de finalistas (17 y 18 de junio)
En cada una de las dos partes en vivo de la semifinal, los concursantes compitieron por 5 posiciones entre los 10 finalistas, según lo determinado por los votos de los espectadores. Los resultados se dieron en la noche siguiente.
| Concursante       | Canción                                                       | Resultado             |
| ----------------- | ------------------------------------------------------------- | --------------------- |
| Morgan Burke      | "Why Do Fools Fall in Love" (Frankie Lymon & The Teenagers)   | Finalista             |
| Kara Lieberman    | "Hopelessly Devoted to You" (Olivia Newton-John)              | Eliminada             |
| Kristinia DeBarge | "Reflection" (Christina Aguilera)                             | Eliminada             |
| AJ Melendez       | "Isn't She Lovely?" (Stevie Wonder)                           | Finalista             |
| Grace Leer        | "To Sir with Love" (Lulu)                                     | Eliminada             |
| Danielle White    | "Colors of the Wind" (Vanessa L. Williams)                    | Finalista             |
| Chauncey Matthews | "A Whole New World" (Peabo Bryson & Regina Belle)             | Finalista (más votos) |
| Julie Dubela      | "Rainy Days and Mondays" (The Carpenters)                     | Eliminada             |
| Tyler Foehr       | "Every Little Thing She Does Is Magic" (The Police)           | Eliminado             |
| Katelyn Tarver    | "Ain't No Mountain High Enough" (Marvin Gaye & Tammi Terrell) | Finalista             |

Resultados
- Avanzaron a la final: Chauncey Matthews (más votos), Danielle White, AJ Melendez, Morgan Burke y Katelyn Tarver
- Estrella invitada: Justin Guarini
- Canción grupal: “Kids in America”

### Parte 2 de la semifinal: Elección de finalistas (24 y 25 de junio)
| Concursante       | Canción                                                   | Resultado             |
| ----------------- | --------------------------------------------------------- | --------------------- |
| Jordan McCoy      | "Stupid Cupid" (Connie Francis)                           | Finalista             |
| Lucy Hale         | "Get Here" (Brenda Russell)                               | Finalista             |
| Quinton Caruthers | "You Are the Sunshine of My Life" (Stevie Wonder)         | Eliminado             |
| Lauren Klena      | "L-O-V-E" (Nat King Cole)                                 | Eliminada             |
| Chantel Kohl      | "Open Arms" (Journey)                                     | Finalista             |
| Brennan Hillard   | "That Thing You Do" (The Wonders)                         | Eliminado             |
| Mercedes Ruiz     | "Can't Fight the Moonlight" (LeAnn Rimes)                 | Eliminada             |
| Taylor Thompson   | "The Shoop Shoop Song (It's in His Kiss)" (Betty Everett) | Finalista             |
| Canyon Grove      | "You've Got a Friend" (Caroline King)                     | Eliminado             |
| Tori Thompson     | "Let 'Er Rip" (The Chicks)                                | Finalista (más votos) |

Resultados
- Avanzaron a la final: Tori Thompson (más votos), Taylor Thompson, Jordan McCoy, Lucy Hale y Chantel Kohl
- Estrella invitada: Ruben Studdard
- Canción grupal: “Put a Little Love in Your Heart”

### La final
La final se dividió en cinco galas/programas en vivo, en donde los 10 finalistas debían competir semanalmente para lograr conseguir uno de los 5 puestos del grupo. Además, durante este tiempo, los 10 finalistas también realizaron actuaciones grupales, y algunas estrellas invitadas también actuaron en el programa (Tamyra Gray, Brian McKnight, Kelly Clarkson y Monica). Estos fueron los resultados de la final:

#### Primera parte: Canciones de 1969 (1 y 2 de julio)
Primer miembro del grupo: Taylor Thompson

#### Segunda parte: Canciones de 1970 (8 y 16 de julio)
Segundo miembro del grupo: Tori Thompson

#### Tercera parte: Canciones de 1962 (23 y 24 de julio)
Tercer miembro del grupo: Chauncey Matthews

#### Cuarta parte: Canciones de 1980 (29 y 30 de julio)
Cuarto miembro del grupo: Lucy Hale

#### Quinta y última parte: Canciones deS Club 7yS Club 8 (S Club Juniors)(5 y 12 de agosto)
Quinto y último miembro del grupo: Danielle White
Tras haber elegido a los integrantes del grupo, para finalizar la temporada, se realizó una gala/programa especial el 19 de agosto, donde el grupo cantó diversas canciones. Además, también hubo algunas actuaciones especiales por parte del jurado del programa.

## Audiencia y segunda temporada cancelada
American Juniors se convirtió en uno de los programas de televisión con mayor audiencia en la temporada de verano de 2003, con aproximadamente 11,9 millones de espectadores el 3 de junio, aunque la audiencia bajó un 40% hacia finales de julio. Se planeó una segunda temporada para el otoño de 2003, que luego se pospuso al verano después de la tercera temporada de American Idol, y luego se terminó cancelando.

## Después del programa
Al finalizar el programa, el grupo American Juniors estaba formado por Taylor y Tori Thompson, Chauncey Matthews, Lucy Hale y Danielle White. El grupo hizo una breve aparición en el especial de televisión de diciembre de 2003 An American Idol Christmas. Su álbum debut American Juniors fue lanzado el 6 de octubre de 2004. El grupo se disolvió en 2005, después de haber recibido relativamente poca publicidad.
Casi 20 años después del programa, Lucy Hale es la concursante más conocida de American Juniors, habiendo actuado en varias películas y programas de televisión, entre los que destaca la serie Pretty Little Liars (2010-2017). Regresó a la música en 2014, con el lanzamiento de su álbum Road Between, bajo el sello "Nashville" de Disney Music Group.
Katelyn Tarver lanzó su álbum debut en solitario, Wonderful Crazy, en 2005. De 2010 a 2013, interpretó a Jo Taylor en la serie de televisión de Nickelodeon Big Time Rush. Ella ha continuado actuando y lanzando música.
Kristinia DeBarge, aunque no logró ser finalista, logró tener una carrera relativamente exitosa, lanzando su primer álbum titulado Exposed en julio de 2009, y un par de álbumes y sencillos más, además de participar como actriz en algunas series y películas.
Jordan McCoy firmó con el sello de Diddy, Bad Boy Records, después de haber publicado únicamente demos, y lanzó algunos sencillos.
En 2011, Tori y Taylor Thompson reaparecieron en The Voice de NBC como dúo cantante. Fueron seleccionadas y entrenadas por Cee Lo Green, pero terminaron siendo eliminadas en el primer programa en vivo.
En 2020, la semifinalista de American Juniors Grace Leer, audicionó para la temporada 18 de American Idol,  donde cantó la canción "Crowded Table" de The Highwomen. Finalmente fue eliminada del programa en el Top 11.